# Дигхалия
Дигхалия (бенг. দিঘলিয়া, англ. Dighalia) — город на юго-западе Бангладеш, административный центр одноимённого подокруга. Площадь города равна 15,51 км². По данным переписи 2001 года, в городе проживало 28 068 человек. Плотность населения равнялась 1810 чел. на 1 км². Уровень грамотности населения составлял 58 % (при среднем по Бангладеш показателе 43,1 %). 